# Суперкубок Ісландії з футболу 1980
Суперкубок Ісландії з футболу 1980 — 12-й розіграш турніру. Матч відбувся 18 червня 1980 року між чемпіоном Ісландії клубом Вестманнаейя та володарем кубка Ісландії клубом Фрам.
| Володар Суперкубка Ісландії 1980 |
| -------------------------------- |
|                                  |
| Вестманнаейя Перший титул        |

## Матч

### Деталі
| 18 червня 1980 |

| Вестманнаейя | 0:0 пен. 4:3 | Фрам |
| ------------ | ------------ | ---- |
|              | Протокол     |      |

| Лаугардалсволлур, Рейк'явік |